# バハ・カリフォルニア

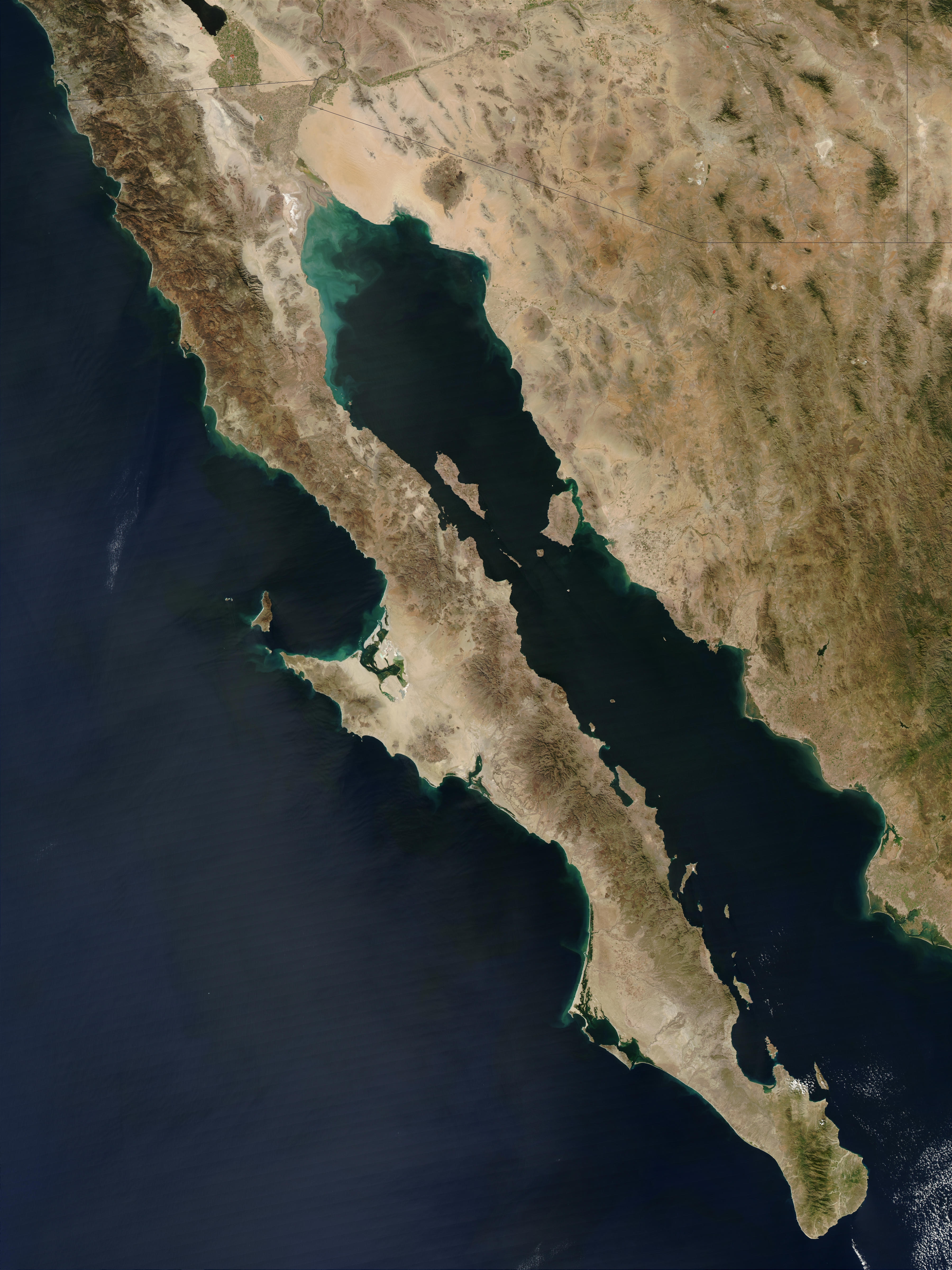
バハ・カリフォルニア

バハ・カリフォルニア (西: Baja California、英: Lower California) は、メキシコの地域名で、カリフォルニア湾・コロラド川より西の地域。

## 概要
行政的には北半のバハ・カリフォルニア州と南半のバハ・カリフォルニア・スル州からなる。東のソノラ州、北のアメリカ合衆国カリフォルニア州と陸上で接する。
バハ・カリフォルニア州のことを単にバハ・カリフォルニアということもある。逆に、バハ・カリフォルニアをバハ・カリフォルニア・スル州を含めた意味で使うときは、バハ・カリフォルニア州をバハ・カリフォルニア・ノルテ州と呼ぶことがある。
面積の大部分をバハ・カリフォルニア半島（カリフォルニア半島）が占める。ただし、バハ・カリフォルニア州の州都メヒカリを初め、ティフアナ、エンセナーダなどの主要都市は、アメリカ国境に近い地域にあり、半島にはない。半島部分の主要都市としてはラパスがある。
本来、カリフォルニアとは、島と思われたカリフォルニア半島に名づけられた島名（カリフォルニア島）だった。その後、より広い地域を呼ぶようになり、本来のカリフォルニアを含む南半はバハ・カリフォルニアと呼ばれるようになった。バハ (Baja) は「下」の意味で、地名に使う場合は「地図で下」、つまり「南」を意味する（すなわち、「下カリフォルニア」という意味となる。なお、スルは南、ノルテは北を意味する）。それに対し、カリフォルニアの北半は、アルタ・カリフォルニア (Alta California) と呼ばれた（現在はほとんど呼ばない）。アルタ (Alta) は「上」、つまり「北」という意味である（すなわち、「上カリフォルニア」である）。アルタ・カリフォルニアは、1848年に米墨戦争によりアメリカに割譲され、1850年にカリフォルニア州となった。
1968年以降、オフロードカーレースのバハ1000が、バハ・カリフォルニアを縦断するエンセナーダ〜ラパス間で開かれることでも知られる。